# 나스 브라운
NAS BROWN
대한민국에서 활동 중인 모델, 배우

### 출연작품
- 2021 승리호 : 카룸 역
- 2018 종근당 벤포벨 광고 : 당신은 어느쪽인가?
- 2015 스케쳐스 화보
- 2013 LG Optimus F5 Commercial
- 2012 아부의 왕 : 복서 단역
- 2011 블랙야크 모델

### 프로필
- 키 : 190 cm

### 기타 경력
- 한기범 농구교실 코치

### SNS
- 인스타그램